# Sheshonq IIIa
Pour les articles homonymes, voir Sheshonq.
Sheshonq IIIa (ou Sheshonq IV) est un roi de la XXIIe dynastie vers 791 à 778 avant l'ère commune, contrôlant semble-t-il uniquement la Basse-Égypte. Il succède à Sheshonq III et précède Pamy Ier. Ce roi a longtemps été méconnu car il partage le même nom de Nesout-bity que Sheshonq Ier, fondateur de la XXIIe dynastie.

## Généalogie
La famille de Sheshonq IIIa est inconnu, si ce n'est qu'il est très probable qu'il soit lié au reste de la famille et particulièrement son prédécesseur Sheshonq III et son successeur Pamy Ier. Il est possible qu'il soit le fils de Sheshonq III et le père ou le frère de Pamy Ier.

## Règne
Après le très long règne de son prédécesseur Sheshonq III, Sheshonq IIIa règne environ treize ans. Cette longueur de règne est relativement sûre car une stèle du Sérapéum indique que le taureau Apis enterré en l'an II du règne de son successeur Pamy Ier a été intronisé en l'an XXVIII du règne de son prédécesseur. Or la dernière année attestée du règne de Sheshonq III est l'an XXXIX.
Peu de choses sont connues de lui si ce n'est quelques éléments portant son nom, dont un socle de statue en quartzite trouvé à Tanis et sur lequel il est représenté faisant une offrande de vin, et une statue d'Isis assise sans provenance connue . S'il est toujours reconnu, du moins nominalement dans l'ensemble du delta et Memphis (voire peut-être jusqu'à Atfieh, Sheshonq V y étant reconnu plus tard), son influence ne semble par aller plus loin vers le sud. Au chef de Mâ Hornakht Ier à Mendès lui succède son fils Smendès IV tandis que le Nimlotpyd est le seul chef des Libou attesté de son règne, il est en effet le commanditaire de stèles de donations datant des années IV, VIII et X de Sheshonq IIIa.

## Sépulture

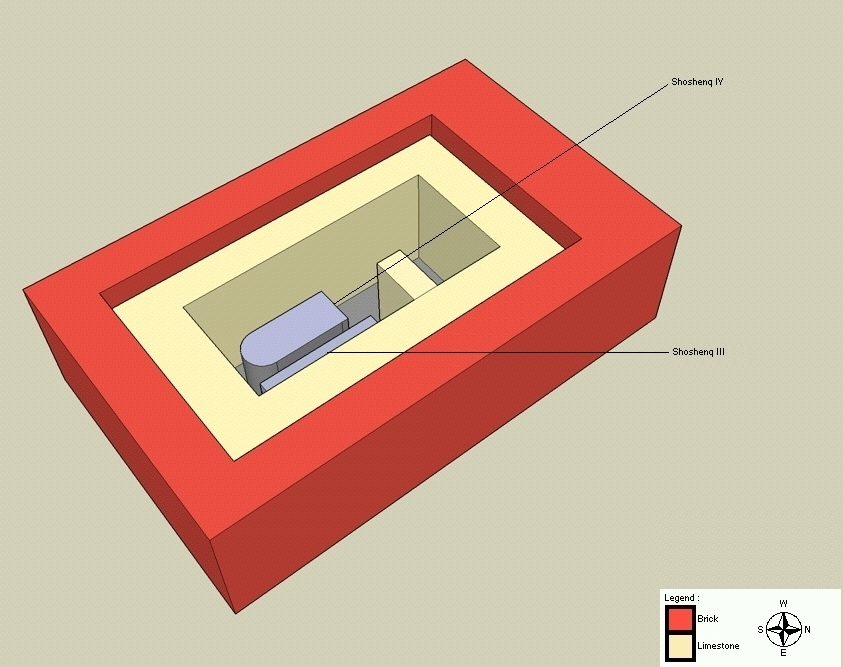
Représentation de la tombe NRT, montrant les deux sarcophages.

Sheshonq IIIa a été enterré dans un sarcophage anonyme dans la tombe tanite pillée NRT V en compagnie de Sheshonq III. De son inhumation ne subsistent que des fragments de deux vases canopes et d'un scarabée de cœur.
Les fouilles de la tombe tanite pillée NRT V de Sheshonq III ont révélé la présence de deux sarcophages : l'un inscrit pour Ousermaâtrê-Sétepenrê Sheshonq III et l'autre étant un sarcophage anonyme. Dans les débris de la tombe tanite, on a retrouvé plusieurs fragments d'une ou deux jarres canopes portant les cartouches d'un Hedjkhéperrê Sheshonq. Rohl avait souligné que le Staatliche Museum de Berlin possédait un coffre canope pour Hedjkhéperrê Sheshonq Ier et que ces pots provenant de la tombe de Sheshonq III étaient trop grands pour entrer dans le coffre canope berlinois. Rohl a utilisé la preuve des jarres comme élément clé de sa théorie selon laquelle il y avait effectivement deux Hedjkhéperrê Sheshonq. Dodson note que les vases canopes tanites portent le nom de Hedjkhéperrê-Sétepenrê-Méryamon-Sabastet-Netjerhéqaon et, puisque l'épithète Netjerhéqaon (« dieu souverain d'Héliopolis ») n'a jamais été employée par les rois de la XXIIe dynastie avant le règne de Sheshonq III, cela prouve clairement que le nouveau Sheshonq IIIa a été enterré dans la tombe tanite de Sheshonq III et qu'il a dû succéder à ce roi[12]. Cela établit également que le roi enterré dans le second sarcophage de la tombe de Sheshonq III n'était certainement pas Sheshonq Ier. Dodson était initialement réticent à accepter la proposition de Rohl pour un second Hedjkhéperrê Sheshonq, mais ses propres recherches sur les preuves archéologiques l'ont amené à réviser son opinion.

## Identité
Le nom de Nesout-bity de Sheshonq Ier est Hedjkhéperrê-Sétepenrê, tout comme celui de Sheshonq IIIa. Ainsi, les documents portant le nom de Nesout-bity Hedjkhéperrê-Sétepenrê étaient attribués au roi Sheshonq Ier. Toutefois, le nom de Sa-Rê de Sheshonq Ier est simplement accompagné de l'épithète Méryamon tandis que celui de Sheshonq IIIa est accompagné de Méryamon Sabastet Netjerhéqaiounou. Or ce type d'épithètes n'est devenu courant qu'à partir du règne d'Osorkon II, soit bien après celui de Sheshonq Ier. Ainsi, l'existence de deux rois distincts a été soutenue par plusieurs chercheurs à partir des années 1980 et 1990 : le premier, bien connu et vivant au tout début de la dynastie : Sheshonq Ier, l'autre, peu attesté et vivant plus tardivement : Sheshonq b, car la position exacte dans la dynastie était inconnue. L'étude ultérieure de divers documents, dont sa tombe située dans celle de Sheshonq III, l'a rapproché de ce règne. De plus, le « trou » chronologique attesté par une stèle du Sérapéum entre les règnes de Sheshonq III et celui de Pamy Ier a permis de clarifier sa position en tant que roi à intercaler entre ces deux règnes.